# Liomys adspersus
Espèce
Statut de conservation UICN

 LC  : Préoccupation mineure
Liomys adspersus est une espèce de Rongeurs de la famille des Heteromyidae qui regroupe les souris kangourou d'Amérique. Ce petit mammifère fait partie des Souris épineuses à poches, c'est-à-dire à larges abajoues, mais il est parfois aussi nommé Rat épineux. Il est endémique du Panama.
L'espèce a été décrite pour la première fois en 1874 par le zoologiste et un explorateur allemand Wilhelm Peters (1815-1883).